# ТЭ125
ТЭ125 (проектное обозначение серии — 140) — опытный советский шестиосный пассажирский тепловоз мощностью по дизелю 4000 л.с. По конструкции был унифицирован с тепловозами семейства ТЭ109 (главным образом, с ТЭ129).

## Проектирование
В середине 1960-х гг. рост веса пассажирских поездов привёл к тому, что на некоторых неэлектрифицированных направлениях дороги вынуждены были использовать двухсекционные тепловозы 2ТЭП60 (например Уральск — Саратов — Тамбов — Мичуринск). Однако часто эти локомотивы не до конца использовали свои возможности, а удвоенный сцепной вес только повышал эксплуатационные расходы. Тогда в главном управлении тепловозостроения министерства тяжёлого, энергетического и транспортного машиностроения началась разработка технического задания на магистральный тепловоз мощностью 4000 л.с. с четырёхтактным дизелем и с электрической передачей переменно-постоянного тока и с унифицированной экипажной частью только появившегося тепловоза ТЭ109 (тема Г68.4.07.011). 4 сентября 1968 года Заместитель министра тяжёлого, энергетического и транспортного машиностроения Эйсмонт А. утвердил техническое задание на проектирование тепловоза. 15 сентября 1975 года Заместитель Министра тяжёлого и транспортного машиностроения Матвеев Е. С. утвердил уточняющее изменение № 1.
В 1976 году Ворошиловградский завод представил технический проект, выполненный в объёме, указанном в ведомости технического проекта 2132.00.00.000ТП на тепловоз мощностью 4000 л.с. в секции с опорно-рамным подвешиванием ТЭД для экспортных поставок, с четырёхтактным дизелем типа 2-5Д49 и электрической передачей. 2 июня этот проект был утверждён Матвеевым Е. С.

## Испытания
В 1978 году (встречаются данные, что в 1974) завод выпустил опытный шестиосный пассажирский тепловоз, которому присвоили полное обозначение ТЭ125-001. После пробега в 500 тысяч километров и завершения таким образом эксплуатационных испытаний, тепловоз передали для стендовых испытаний во Всесоюзный Научно-исследовательский институт железнодорожного транспорта.
Несмотря на унификацию (кузов, силовая установка, рамы тележек) с ТЭ129, новый тепловоз имел и существенные отличия:
- двухступенчатое рессорное подвешивание;
- колесно-моторные блоки с опорно-рамным подвешиванием тягового электродвигателя (ТЭД), с передачей вращающего момента от ТЭД к колёсной паре через полый карданный вал и эластичную дисковую резинокордную муфту разработки ВНИТИ [1];
- ряд других узлов

Дизель-генераторная установка ТЭ125, как и ТЭ129, состояла из дизеля 2-5Д49 (16ЧН26/26) мощностью 4000л.с. при 1000об/мин, и синхронного тягового генератора ГС-501АУ2, соединённых пластинчатой муфтой. Система охлаждения дизеля двухконтурная. Тяговые электродвигатели ЭД-121 питались через выпрямительную установку УВКТ-5. Привод  тормозного компрессора, а также вентиляторов холодильной камеры, ТЭД и выпрямительной установки – электрический, вентилятора охлаждения генератора – механический от вала дизеля.
Тепловоз ТЭ125 является одним из первых локомотивов, в процессе проектирования которого был выбран тяговый привод с полым валом и резинокордной муфтой (РКМ). Данная схема тягового привода была впервые испытана в 1970 году на модернизированном с участием ВНИТИ тепловозе ТЭП10-333, и после доработки, использована в проектах тепловозов ТЭ120 и ТЭ125. РКМ имели малые осевые габариты и за счет этого позволяли реализовать опорно-рамный привод в тепловозе с диаметром колеса 1050 мм на колею 1435 мм.
После завершения всех испытаний, тепловоз так и остался на заводе. Фактически он изначально создавался на экспорт в ГДР, о чём свидетельствует первоначальное проектное обозначение серии — 140. Но Deutsche Reichsbahn к концу 1970-х - началу 80-х значительно уменьшает объёмы закупок тепловозов (в т.ч. в связи со скачком цен на дизельное топливо). Вслед за прекращением поставок ТЭ109, планы по запуску в серию ТЭ125 снимаются с повестки дня. В Министерстве путей сообщения СССР рассматривался вопрос о выпуске ТЭ125 для железных дорог СССР, однако предложение было отклонено ввиду того, что в те годы было запланировано начать серийную постройку тепловозов ТЭП70 на  Коломенском тепловозостроительном заводе. Лишь в конце 1990-х гг. тепловоз приобрели немецкие железные дороги.Там он был полностью восстановлен, однако после 2007 года дальнейшая его судьба неизвестна. Интересно, что ни в одной из книг Виталия Ракова (автор большого числа публикаций об истории локомотивов Советского Союза) тепловоз ТЭ125 даже не упоминается.
В настоящее время на УЗ эксплуатируются 4 тепловоза серии ТЭП150, в значительной мере являющейся конструктивным преемником ТЭ129.

## Сравнение ТЭ125 и ТЭП70
Имеет место мнение, что ТЭ125 мог быть альтернативой ТЭП70 в поездной работе на путях МПС. Оба тепловоза имели 16-цилиндровый дизель семейства Д49 (2-5Д49 и 2А-5Д49 соответственно),  аналогичное тяговое электрооборудование. Поскольку тепловоз ТЭ125 создавался с учетом технических требований европейских железных дорог, конструкторскому коллективу при проектировании ТЭ125 пришлось уложиться в величину сцепного веса 120 тс. Столь высокая весовая культура была продиктована ограничением нагрузки на ось, однако на железных дорогах СССР было актуально, напротив, некоторое увеличение сцепного веса для повышения тяговых свойств локомотива при неблагоприятных условиях сцепления. Тяговое электрооборудование ТЭ125 позволяло реализовать в длительном режиме силу тяги на 20 % больше ТЭП70 (20 400 кгс при скорости 39,1км/ч против 17 000 кгс при 48км/ч), однако за счёт большего сцепного веса (135т) тепловоз ТЭП70 в режиме ограниченной продолжительности и при низких коэффициентах сцепления колес с рельсами мог реализовать большую силу тяги. При этом машинисты, работающие на ТЭП70, отмечают, что и указанных 135т сцепного веса недостаточно при езде с большими токами генератора в неблагоприятных погодных условиях, что вынуждает применять подачу песка. Конструкционная скорость ТЭ125 была на 20 км/ч ниже (140 и 160 км/ч). Но учитывая, что на большинстве неэлектрифицированных линий движение с такими скоростями не осуществлялось, данное снижение скорости не столь существенно.
Из преимуществ ТЭ125 следует отметить унификацию с уже освоенными в производстве тепловозами ТЭ109, в то время как ТЭП70 в те годы выпускался лишь опытными партиями, т.к. цеха для его серийного производства были завершены лишь в середине 1980-х гг. Плюсом ТЭ125 являлся и электрический привод вентиляторов холодильной камеры вместо гидростатического, зарекомендовавшего себя на ТЭП70 не самым лучшим образом. Вместе с тем, при создании высокотехнологичного тепловоза под конкретные условия эксплуатации пришлось пожертвовать некоторыми показателями. Так, по результатам тягово-теплотехнических испытаний, КПД тепловоза оказался ниже, чем ТЭП70. Это является в основном следствием применения ряда технических решений по вспомогательному оборудованию, обеспечивающих компоновку тепловоза в габарите 02-Т.  Также, в ходе эксплуатации тепловоза ТЭП150 с аналогичным кузовом в габарите 02-Т, отмечались неудобства, связанные с теснотой проходов в дизельном помещении.